# Río La Leche
Río La Leche (Mochica: Lamcarlech o Lalech), es uno los ríos principales de la Región Lambayeque en el noroeste del Perú,nace en la provincia de Ferreñafe, aunque parte de sus afluentes provienen de la norteña Región Cajamarca.

## Descripción
El río La Leche nace si se considera su cabecera derecha en las laderas septentrionales del cerro Choicopico, 06°13′19″S 079°4′59″O , a una altitud de 4.230 m.s.n.m en la sierra de la provincia de Ferreñafe, departamento de Lambayeque. Propiamente surge de la confluencia de los ríos Moyán y Sangana a 374 m.s.n.m, cerca del límite departamental con Cajamarca. 
Fluye en dirección oeste al pertenecer a la cuenca o vertiente hidrológica del Pacífico aunque no termina por desembocar en el mar, atravesando las provincias de Ferreñafe y Lambayeque.
El valle de La Leche está compuesto de bosques secos ecuatoriales, pastizales y zonas agrícolas.Tanto el Refugio de Vida Silvestre Laquipampa, el Santuario Histórico Bosque de Pómac y el sitio arqueológico de Batán Grande se encuentran a lo largo de La Leche.
Antiguamente el río corría paralelo al río Motupe al entrar en el desierto salino de Sechura; sin embargo, debido al desvío por captura fluvial en 06°26′08″S 079°56′02″O , se une con este al oeste de la localidad de Pacora, y el río resultante se llama "Motupe - La Leche" que se dirige finalmente al desierto de Sechura en la zona correspondiente a Lambayeque, en el subsector conocido como desierto de Mórrope. 
Durante la temporada de lluvias, de mediados de noviembre a mediados de abril, pero especialmente durante los fenómenos de El Niño,  La Leche puede experimentar inundaciones severas afectando poblaciones y tierras agrícolas, y en algunos años al final de la estación seca puede casi desaparecer. Tradicionalmente se utilizaban diques de piedra para tratar de controlar las inundaciones, pero en el siglo XXI se están utilizando represas de tierras altas.